# Sudharmia
Sudharmia is een geslacht van spinnen uit de familie bodemzakspinnen (Liocranidae).

## Soorten
De volgende soorten zijn bij het geslacht ingedeeld:
- Sudharmia beroni Deeleman-Reinhold, 2001
- Sudharmia pongorum Deeleman-Reinhold, 2001